# Уесуґі Фусайосі
Уесуґі Фусайосі (*上杉房能, 1474  —13 вересня 1507) — сюґо-даймьо провінції Етіґо у 1498—1507 роках.

## Життєпис
Походив з роду Яманоуті, гілки впливового самурайського клану Уесуґі. Був нащадком Уесуґі Фусамаси, сюґо провінції Етіґо, від його молодшого сина Кійомаса (брата 19-го канто-канрей Норідзане). Фусайосі був третім сином Уесуґі Фусасади, камі (губернатора) провінції Саґамі.
Народився у 1474 році. Розпочав службу під орудою батька. У 1480-х роках брав участь у військових походах старшого брата — канто-канрея Уесуґі Акісади, який боровся проти роду Оґіґаяцу-Уесуґі. У 1494 році після смерті батька стає сюго провінції Саґамі. У 1498 року призначено сюґо Етіґо.
У 1500 році розпочав військову кампанію на підтримку дій Уесуґі Акісади проти Оґіґаяцу-Уесуґі. У 1504 році брав участь в невдалій битві при татігавара, де брати Яманоуті-Уесуґі і їх союзник коґа-кубо Асікаґа Масаудзі зазнали поразки від коаліції Імагави, Оґіґаяцу і Ісе. Це послабило позиції Уесуґі Фусайосі.
У 1502 році вдалося завдати удару Ходзьо Соун, але це загалом не принесло значної перемоги. Спроби відвоювати у Соуна провінцію Саґамі були невдалим. У 1507 році проти Фусайосі повстав його сюго-дай (заступник) Наґао Тамекаґе. У відповідь Уесуґі Фусайосі рушив проти бунтівника, якого зрештою взяв в облогу в замку Нісіхамі, але зрештою зазнав тяжкої поразки. Водночас загони Уесугі невдало атакували землі секти Ікко-ікки. У серпні 1507 року вимушений був відступати перед тиском Наґао Тамекаґе, який змусив Фусайосі відступити замку Мацунояма. Тут перебуваючи у складній ситуації 19 вересня 1507 року вчинив сеппуку. Його названий син Уесуґі Сададзане доволі швидко втратив усі володіння роду в Етіґо.